# Стенопері
Стенопері (Stenopterygii)  — надряд костистих риб. До надряду відносять два ряди: Ателеоподоподібні та Голкоротоподібні. Можливо, група є штучною і обидва ряди слід віднести до надряду протакантоперих (Protacanthopterygii).